# Graphiphora unimacula
Graphiphora unimacula är en fjärilsart som beskrevs av Morris 1874. Graphiphora unimacula ingår i släktet Graphiphora och familjen nattflyn. Inga underarter finns listade i Catalogue of Life.